# Carmel (New York)
Pour les articles homonymes, voir Carmel.
La ville de Carmel est le siège du comté de Putnam, situé dans l'État de New York, aux États-Unis. Sa population s’élevait à 34 305 habitants lors du recensement de 2010, estimée à 34 255 habitants en 2016.

## Démographie
| Groupe            | Carmel | New York | États-Unis |
| ----------------- | ------ | -------- | ---------- |
| Blancs            | 92,1   | 66,8     | 72,4       |
| Autres            | 2,4    | 7,5      | 6,4        |
| Afro-Américains   | 2,0    | 15,9     | 12,6       |
| Asiatiques        | 1,8    | 7,3      | 4,8        |
| Métis             | 1,6    | 3,0      | 2,9        |
| Amérindiens       | 0,1    | 0,6      | 0,9        |
| Total             | 100    | 100      | 100        |
|                   |        |          |            |
| Latino-Américains | 10,1   | 17,6     | 16,7       |